# Белые нити водопада
«Белые нити водопада» (яп. 滝の白糸 Таки но сираито, англ. The Water Magician) — немой фильм японского режиссёра Кэндзи Мидзогути, вышедший на экраны 1 июня 1933 года. Фильм снят по роману «Зрелый и мужественный» Кёки Идзуми, действие которого происходит в XIX веке.

## Сюжет
Томо Мидзусима — молодая независимая женщина, которая выступает в театральном балагане под псевдонимом Таки но Сираито, жонглируя водными струями. Однажды она встречает Кинъю Муракоси, бедного кучера, и влюбляется в него. Юноша мечтает поехать в Токио, изучать право, чтобы стать адвокатом, но для этого у него нет денег. Таки но Сираито желает стать спонсором его обучения, предлагая ему деньги и свою любовь. Он обещает не остаться в долгу и уезжает в Токио. Проходит два года, у Таки но Сираито, исправно посылавшей парню деньги, начинаются финансовые затруднения. Чтобы послать в очередной раз возлюбленному деньги, она вынуждена взять их у ростовщика, который обманывает её, и когда девушка выйдет из его дома, за порогом её уже будут ожидать грабители, предупреждённые им. У бедной девушки забирают силой деньги, она же в порыве гнева возвращается в дом к ростовщику и закалывает его ножом. Во время судебного процесса над Таки но Сираито одним из судей оказывается уже закончивший обучение Кинъя Муракоси. Несмотря на то, что своей карьерой он обязан ей, он придерживается закона и приговаривает её к смертной казни. Затем, мучимый сожалениями, он кончает жизнь самоубийством.

## В ролях
- Такако Ириэ — Томо Мидзусима (Таки но Сираито)
- Токихико Окада — Кинъя Муракоси
- Итиро Сугаи — Ивабути
- Хирохиса Мурата — Минами
- Бонтаро Миякэ — Синдзо
- Кумэко Урабэ — Огин
- Судзуко Таки — Надэсико
- Кодзи Оидзуми — Гондзи
- Дзоэ Охара — Тандзиро
- Эцудзи Оки — старый прокурор
- Нобуо Косака — детектив

## О фильме
Одна из немногих немых кинолент режиссёра уцелевших и сохранившихся до наших дней. Несмотря на трагический сюжет, «Белые нити водопада» являются одним из самых магических и визуально ошеломляющих фильмов Мидзогути. Фильм также во многом выигрывает благодаря бесподобной игре звезды японского кино тех лет Такако Ириэ, которая позже работала с Акирой Куросавой. Ириэ была одной из самых востребованных актрис своего времени в японской киноиндустрии. Такие режиссёры «Золотой эры» кино, как Тому Утида и Минору Мурата боролись за то, чтобы снимать её в своих фильмах, но в 1933 году Ириэ использовала свою власть и влияние для того чтобы организовать свою собственную кинокомпанию Irie Productions, одну из первых независимых производственных компаний в истории японского кино. «Белые нити водопада» стал первым фильмом этой компании.
Несколько блекло на фоне Ириэ выглядит актёр Токихико Окада, тоже звезда номер один в те годы в японском кино, это будет его предпоследней работой, ибо он не проживет и года после премьеры этого фильма, скончавшись от туберкулёза в возрасте двадцати девяти лет.
... сюжет, позаимствованный из романа «Зрелый и мужественный» Кёки Идзуми, стал для выдающегося японского режиссёра Кэндзи Мидзогути ещё в первый период его творчества лишь поводом для того, чтобы поведать поэтическую любовную историю, в которой своеобразная «музыка изображения» куда важнее всех перипетий. Дар кинематографиста как раз в том и заключается, чтобы по крупицам собирать разлитый повсюду «киноэфир», улавливать его воздушные потоки, чуять зов какого-либо места, чуть ли не просящего своего непременного запечатления на плёнке. Это редко когда удаётся — мимолётно вернуться на родину кино, которая, на самом-то деле, находится везде, где можно поставить камеру и ощутить киногеничность самых обыденных вещей и явлений. Кинематограф ведь не что иное, как обнаружение зримой поэзии всего сущего и передача его тайной красоты в череде сменяющихся кадров.
Фильм озвучен рассказчиком-бэнси, которые существовали в эпоху немого кино в Японии. Рассказчик, стоя рядом с экраном в зрительном зале (в данном случае за кадром), в театральной традиции не только читал диалоги, но и комментировал происходящее на экране.

## Премьеры
- — национальная премьера фильма состоялась 14 марта 1930 года[4].
- — впервые представлен португальским кинозрителям в ноябре 1976 года при поддержке фонда Fundação Calouste Gulbenkian[4].
- — впервые показан российскому зрителю 10 октября 2002 года в рамках ретроспективы фильмов Кэндзи Мидзогути в московском Музее кино[5].

## Награды и номинации
Премия журнала «Кинэма Дзюмпо» (1934)
- Номинация на премию за лучший фильм 1933 года, однако по результатам голосования занял 2-е место, уступив фильму Ясудзиро Одзу «Каприз».